# Uruguay Athletic Club
L'Uruguay Athletic Club fou un club de futbol uruguaià de la ciutat de Montevideo.
Va ser fundat el 10 d'agost de 1898, per la fusió de American i Nacional F.C. Tenia el seu terreny de joc a Punta Carretas.
Fou un dels membres fundadors de l'Associació Uruguaiana de Futbol, juntament amb CURCC, Albion i Deutscher, el 1900. Va jugar a la primera divisió nacional entre 1900 i 1903 abans de ser dissolt el 1904.